# Universität zu Köln

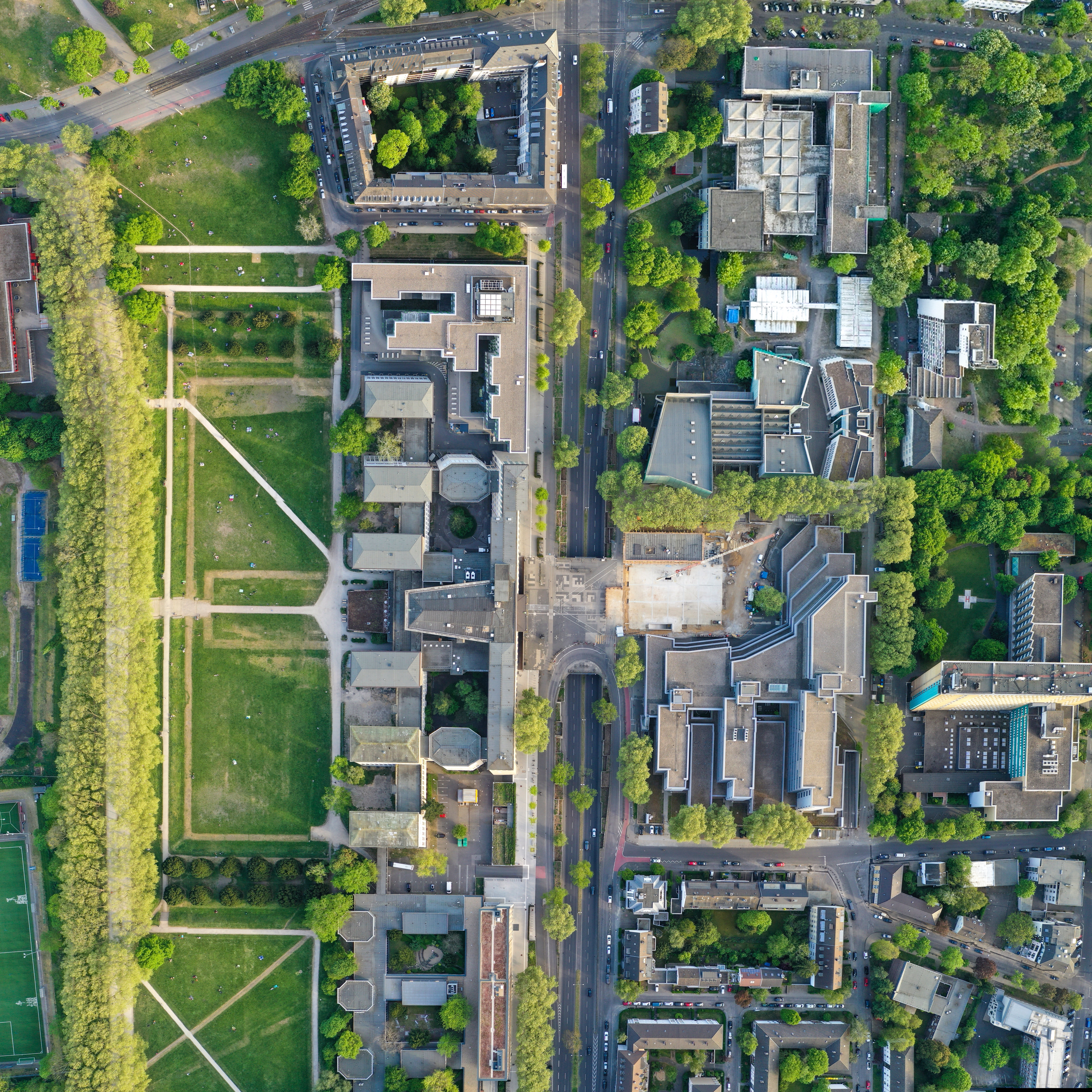
Universität Köln – Hauptgebäude mit Albertus-Magnus-Platz von oben (2020)

Die Universität zu Köln ist eine wissenschaftliche Hochschule in Köln mit dem Fächerspektrum einer Volluniversität. Sie wurde 1919 als zweite Universität in der Weimarer Republik (nach der Universität Hamburg) gegründet. Nach dem Verlust der Kaiser-Wilhelms-Universität zu Straßburg infolge des Ausgangs des Ersten Weltkriegs sollte sie deren Tradition fortsetzen und die „deutsche Position am Rhein stärken“.
Mit im Wintersemester 2023/24 über 45.000 Studierenden ist sie eine der zahlenmäßig größten Präsenzuniversitäten in Deutschland. 2012 bis 2019 hatte sie im Rahmen der dritten Exzellenzinitiative zur Hochschulförderung den Exzellenzstatus inne.

## Geschichte und Entwicklung

### Die Alte Universität

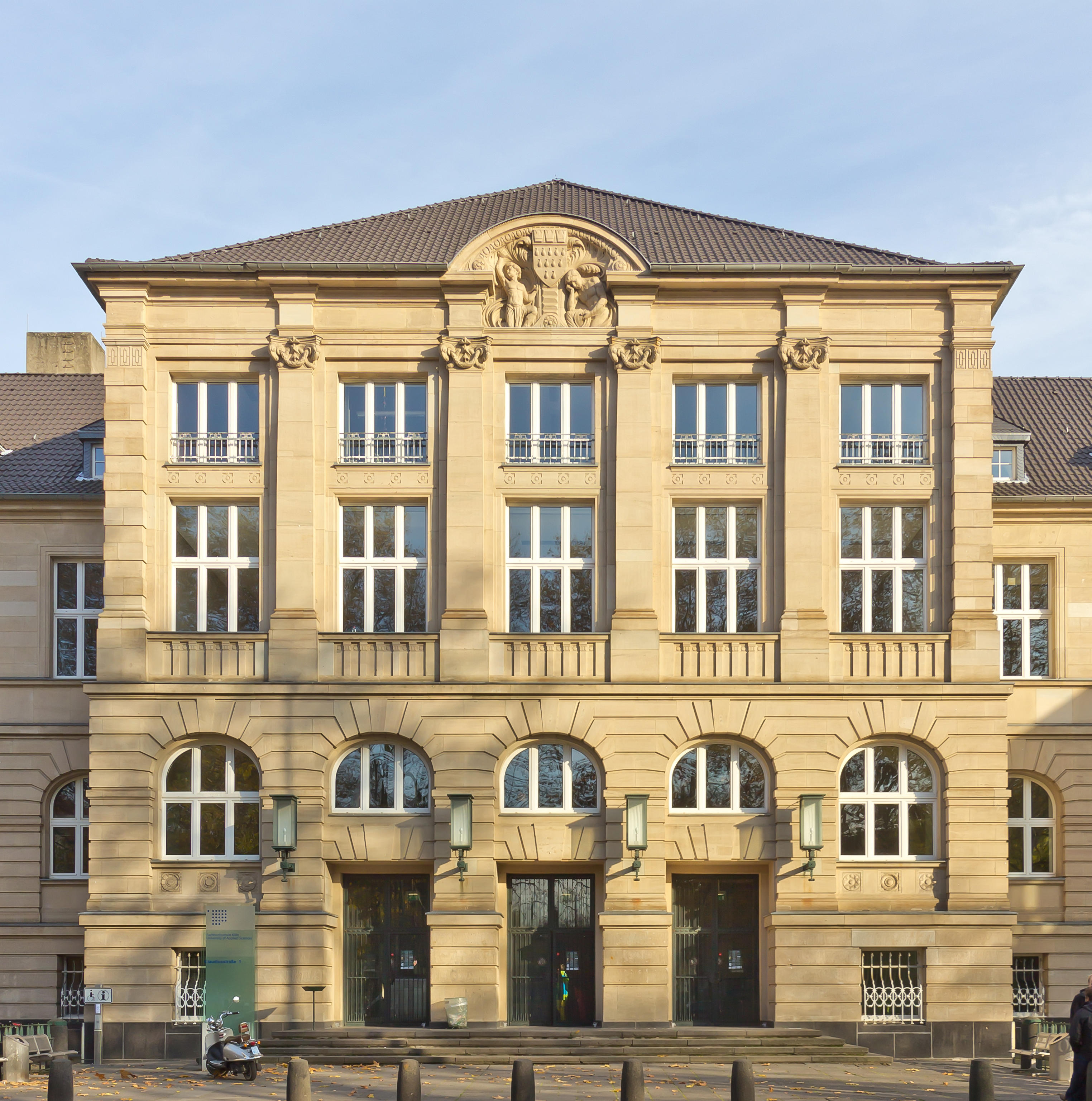
Erstes Gebäude der neuen Universität (bis 1934), heute TH Köln (2012)

Am 21. Mai 1388 erteilte Papst Urban VI. dem Kölner Rat ein Privileg zur Gründung einer Universität, die am 6. Januar 1389 ihren Lehrbetrieb aufnahm. Köln war im Heiligen Römischen Reich nach der Karls-Universität Prag (1348), der Universität Wien (1365) und der Ruprecht-Karls-Universität Heidelberg (1386) die vierte Universitätsgründung. Die Initiative dazu ging nicht wie sonst üblich vom Kaiser oder einem Fürsten aus, sondern vom Rat der Freien Reichsstadt Köln, die auch die Kosten für den Lehrbetrieb übernahm.
Nach der französischen Besetzung Kölns wurde die Universität am 28. April 1798 wie 1795 die Universitäten in Frankreich und die Universitäten in Trier und Mainz geschlossen. An ihre Stelle trat eine Zentralschule des Département de la Roer, genannt „Université de Cologne organisé en Ecole centrale“.

### Die Neue Universität

Claudiusstraße 1 – Blick durch den Römerpark auf die Handelshochschule (1911)

Bestrebungen der Stadt und von Kölner Bürgern im Verlauf des 19. Jahrhunderts zur Wiedererlangung der Universität blieben erfolglos. Aufgrund einer Stiftung des Kölner Industriellen Gustav Mevissen gelang zum 1. Mai 1901 die Gründung der Handelshochschule Köln, der 1912 die Hochschule für kommunale und soziale Verwaltung angegliedert wurde. Schon 1904 wurde die erste Akademie für praktische Medizin in Köln eröffnet, die aber nur im klinischen Bereich ausbildete und Fortbildungen für approbierte Ärzte anbot.
Erst nach der Revolution gelang es am 4. Januar 1919, einen Beschluss der preußischen Staatsregierung herbeizuführen, mit dem die Zusammenfassung der Kölner Hochschuleinrichtungen zu einer neuartigen Universität neben der Universität Bonn gestattet wurde. Im Gegenzug musste sich die Stadtgemeinde zur Übernahme der Bau- und Sachkosten verpflichtet. Dessen ungeachtet war Köln wie die Universität Frankfurt eine preußische Landesuniversität. Am 27. bzw. 29. Mai 1919 unterzeichneten Kultusminister Konrad Haenisch und Oberbürgermeister Konrad Adenauer den Staatsvertrag.
Aus den als Wirtschafts- und Sozialwissenschaftliche Fakultät weitergeführten Kölner Hochschulen gingen 1920 die Rechtswissenschaftliche und die Philosophische Fakultät (unter Einschluss der Naturwissenschaften) hervor; die Akademie für praktische Medizin war mit der Universitätsgründung zur Medizinischen Fakultät geworden. Erster Rektor wurde Christian Eckert, bis dahin Studiendirektor der Kölner Hochschulen. Sitz der Universität wurde das für die Handelshochschule errichtete und am 26. Oktober 1907 errichtete Gebäude am Römerpark, Südstadt, (jetzt durch die Technische Hochschule Köln genutzt) von 1919 bis 1934 (auch Alte Universität genannt). Hinzu kamen am 9. Januar 1920 die Rechtswissenschaftliche und am 3. Mai 1920 die Philosophische Fakultät, von der sich 1955 die Mathematisch-Naturwissenschaftliche Fakultät abspaltete.
Köln war aufgrund des starken Zuzugs von Studierenden seit 1925 die zweitgrößte preußische Universität nach der Friedrich-Wilhelms Universität Berlin. Am 26. Oktober 1929 wurde der Grundstein für ein neues Universitätsgebäude gelegt, dessen Pläne vom städtischen Baudirektor Adolf Abel stammen. Nach einer Bauunterbrechung von 1931 bis 1933 zog die Universität zum 1. Oktober 1934 vom Römerpark an den neuen Standort an der Universitätsstraße. Der funktional schlichte Neubau im Inneren Grüngürtel Köln-Lindenthals nahe der Universitätsklinik Lindenburg wurde am 5. April 1935 eingeweiht.
Nach der nationalsozialistischen Machtergreifung begann eine umfassende „Säuberung“ der Universität, der vor allem Professoren jüdischer Herkunft zum Opfer fielen. Dadurch wurden insgesamt 58 Lehrkräfte vertrieben, 23 Prozent des Lehrkörpers. In den folgenden Jahren entstanden neue Lehrstühle und Institute, die auf die Interessen des Regimes zugeschnitten waren, unter anderem ein Institut für Erbbiologie und Rassenhygiene (1940). Das Hauptgebäude der Universität wurde im Zweiten Weltkrieg durch Luftangriffe schwer beschädigt. Dennoch begann bereits 1945 wieder der Vorlesungsbetrieb.
Allerdings überschritten die Kosten für den Wiederaufbau die Möglichkeiten der Stadt, unter deren alleiniger Trägerschaft die Universität bis 1954 stand. So wurde am 1. April 1954 die Universität zu Köln mit Wirkung vom 1. April 1953 durch das Bundesland Nordrhein-Westfalen übernommen. Die Bindung an die Stadt und den Regierungsbezirk Köln wurde bis zum Jahre 2007, dem Inkrafttreten einer neuen Grundordnung, durch die Institution des Kuratoriums gewährleistet, in dem der Oberbürgermeister den Vorsitz führte. Darüber hinaus kooperiert die Universität mit vielen städtischen Einrichtungen und anderen Einrichtungen in der Stadt, wie zum Beispiel mit dem Rheinisch Westfälischen Wirtschaftsarchiv, der Verwaltungs- und Wirtschaftsakademie und vielen städtischen Kliniken.
Der Ausbau der Universität begann mit dem Bau der Hörsaal- und Seminartrakte und des achtgeschossigen Seminar- und Bürohochhauses für die Wirtschafts- und Sozialwissenschaftliche Fakultät von Wilhelm Riphahn zwischen 1956 und 1960. In dieser Fakultät hatte sich die Studierendenzahl zwischen 1949 und 1955 auf über 5000 nahezu verfünffacht. Gleichzeitig wurden für die Kölner Abteilungen der Pädagogischen Akademie Rheinland von Hans Schumacher (1955–1970) neue Gebäude jenseits der Dürener Straße errichtet, seit der Übernahme durch die Universität als Campus Nord geführt und Mitte der 1990er Jahre unter der Stadtkonservatorin Hiltrud Kier unter Denkmalschutz gestellt. Die Universitätsbibliothek von Rolf Gutbrod und in Zusammenarbeit mit dem Bildenden Künstler Jürgen Hans Grümmer folgte 1966. Der Albertus-Magnus-Platz wurde durch die Absenkung und Deckelung der Universitätsstraße erweitert und von Jürgen Hans Grümmer mit Bodenmosaiken gestaltet. 1968 wurde das Hörsaalgebäude von Rolf Gutbrod und ebenfalls in Zusammenarbeit mit Grümmer als bildendem Künstler fertiggestellt. Das Freigelände zwischen Hauptgebäude, Albertus-Magnus-Platz, Hörsaalgebäude und Bibliothek ist Bestandteil des künstlerischen Gesamtkonzepts von Jürgen Hans Grümmer, der die Innengestaltungen von Hörsaalgebäude und Bibliothek mit Bodenmosaiken, Wandgestaltungen u. ä. nach außen sowohl durch Fassadengestaltung als auch Bodengestaltungen, Möblierung, gestalteten Bauminseln und Ruhezonen fortführte. Der Bau der Physikalischen und Chemischen Institute jenseits der Zülpicher Straße folgte zwischen 1968 und 1975. Mit dem Neubau des Philosophikums 1974 war der Campus der Universität im Wesentlichen fertig und Grümmer wurde damit beauftragt, das Forum in die künstlerische Gesamtgestaltung zwischen Hauptgebäude, Philosophikum und Hörsaalgebäude zu integrieren. Der Komplex des Klinikums mit den alten Gebäuden der Krankenanstalten Lindenburg wurde ab 1965 (Frauenklinik) bis 1974 (Bettenhaus des Zentralklinikums) modernisiert und erweitert. Der jenseits der Akademischen Lustwiese (Akaluwie) 1974 errichtete Neubau der Zentralmensa ist immer noch einer der modernsten und größten Studierenden-Speisebetriebe in Europa. 1980 wurden die beiden Kölner Abteilungen der Pädagogischen Hochschule Rheinland als Erziehungswissenschaftliche und Heilpädagogische Fakultät der Universität zu Köln angegliedert. Der Ausbau und die Modernisierung der Hochschulgebäude wird bis in die Gegenwart fortgeführt. Beispiele:

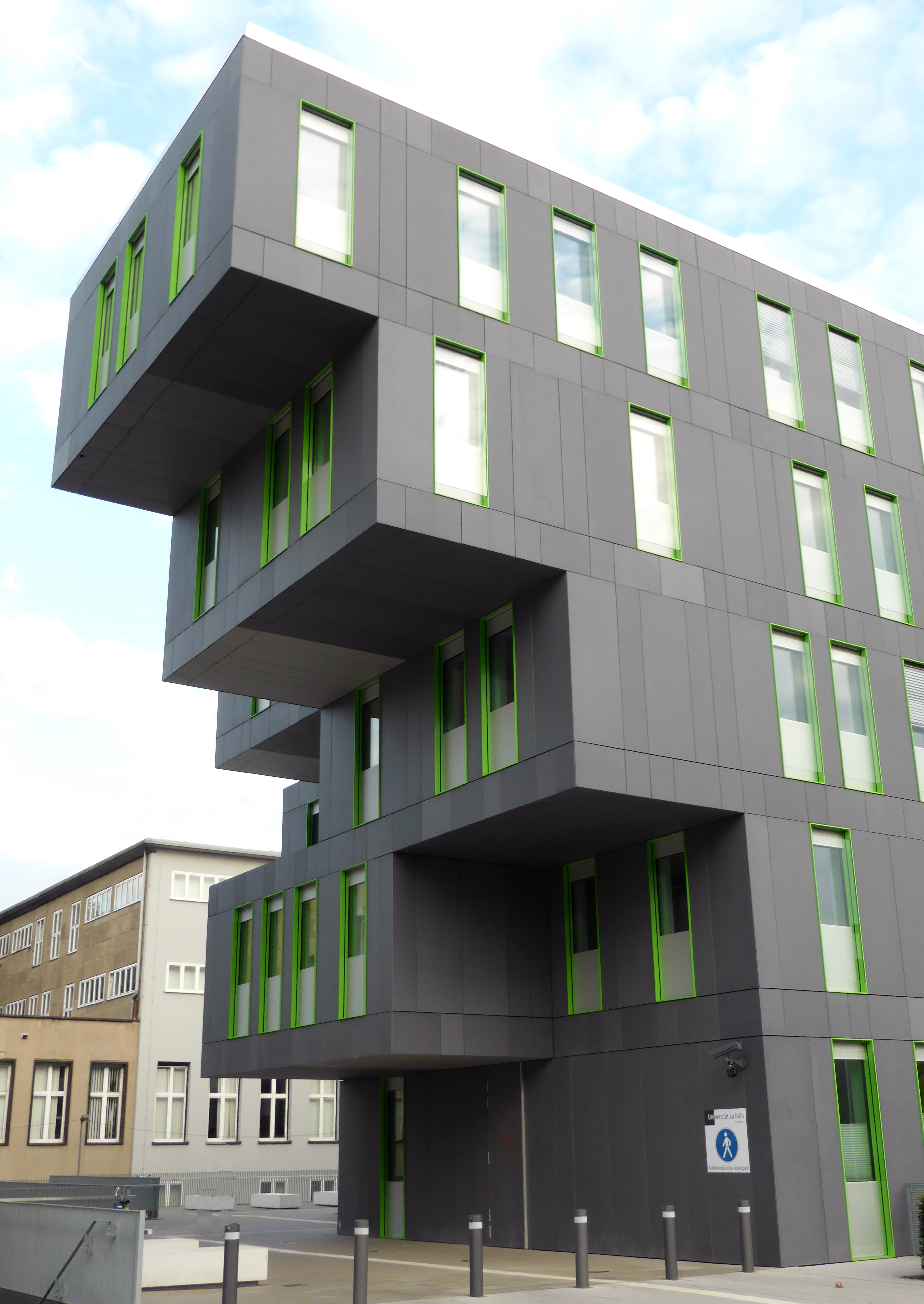
Neubau des Studierenden Service Center (SSC), Gebäude 102. (2015)

- Ende 2013 wurde die Erneuerung der Natursteinfassade des Hauptgebäudes auf der Seite zum Albertus-Magnus-Platz abgeschlossen.
- südlich des Hauptgebäudes entstand ein neues Seminargebäude („Gebäude 106“).[15]
- Im Frühjahr 2014 wurde der Neubau des Studierenden Service Centers neben dem Hauptgebäude der Universität fertiggestellt.

Seit 2003 tragen alle Gebäude Gebäudenummern.
Alle diese Anlagen liegen eingebettet in den Inneren Kölner Grüngürtel und bilden so einen innenstadtnahen zusammenhängenden Universitätscampus, der dennoch im Grünen liegt.

## Profil

### Name
Die Hochschule hatte lange keinen Namen, wenn man nicht den mittelalterlichen Namen universitas studii s[an]c[ta]e civitatis coloniensis (siehe Siegel) oder die neue Bezeichnung Universität Köln dafür nimmt. Beides bedeutet, dass die Hochschule eine stadtkölnische Einrichtung war. Während des Rektorats von Josef Kroll (1945–1949) wurde die offizielle Benennung der Universität als Universität zu Köln eingeführt. Eine Initiative dazu hatte Kroll schon in seiner ersten Amtszeit Anfang der 1930er Jahre ergriffen.

Feierliche Rektoratsübergabe in der Aula der Universität zu Köln am 16. November 1964

### Organisation und Fakultäten
Das Rektorat leitet die Universität. Es besteht aus dem Rektor als Vorsitzendem (Joybrato Mukherjee), sechs Prorektoren und dem Kanzler (Karsten Gerlof). Das Rektorat wird von der Hochschulwahlversammlung gewählt, in der der Senat und der Hochschulrat gleich großes Stimmgewicht ausüben; die erste Amtszeit beträgt mindestens sechs Jahre und weitere Amtszeiten mindestens vier Jahre. Der Rektor ist Vorsitzender des Rektorats und des Senats der Universität.

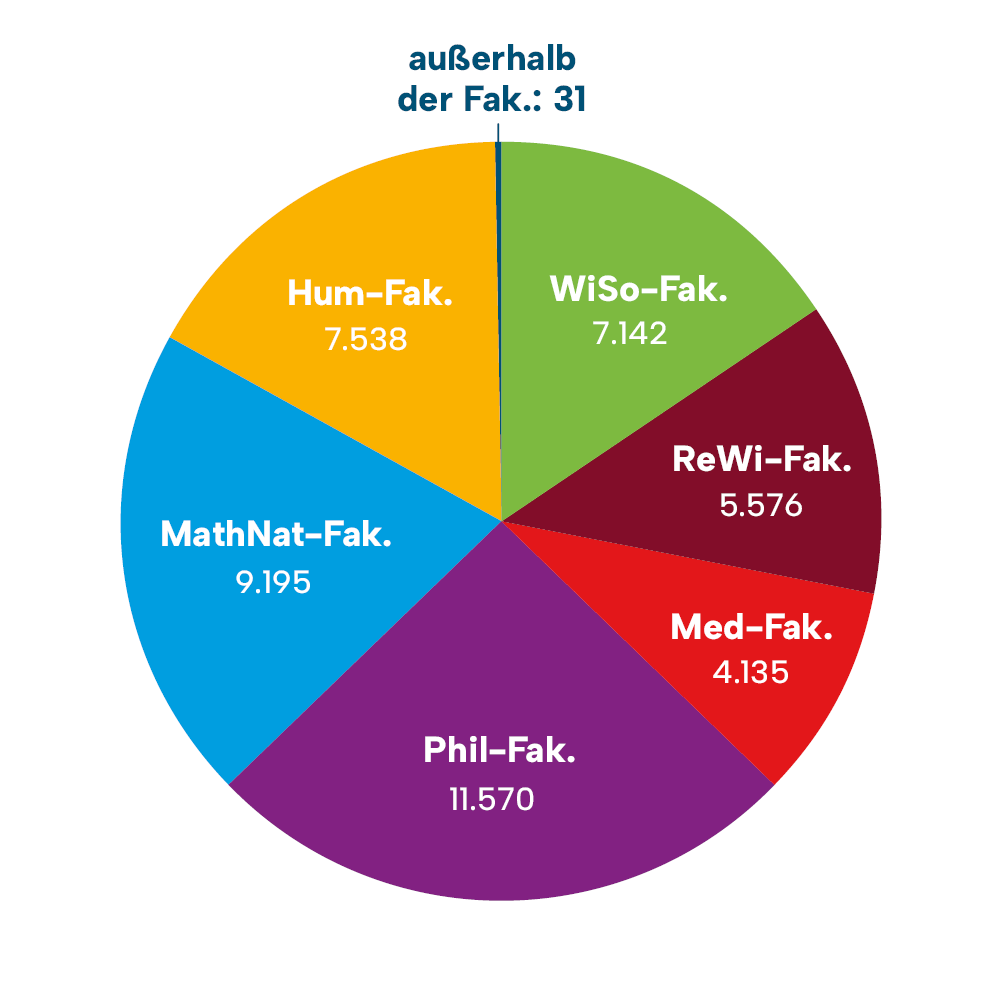
Studierende nach Fakultät (WS 22/23)

Die Universität gliedert sich in die folgenden sechs Fakultäten:
| Fakultät (Stand WS 23/24)                                 | Studierende 1 | (Neu-)Gründungsjahr |
| Wirtschafts- und Sozialwissenschaftliche Fakultät         | 7142          | 1919                |
| Medizinische Fakultät                                     | 4135          | 1919                |
| Rechtswissenschaftliche Fakultät                          | 5576          | 1920                |
| Philosophische Fakultät                                   | 11.570        | 1920                |
| Mathematisch-Naturwissenschaftliche Fakultät              | 9195          | 1955                |
| Humanwissenschaftliche Fakultät                           | 7538          | 2007                |
| Außerhalb der Fakultäten (interdisziplinärer Studiengang) | 31            |                     |
| Gesamt                                                    | 45.187        |                     |

Am 20. Juli 2005 beschloss der Senat der Universität ein Konzept zur Neuordnung der Fakultäten. Das Konzept brachte die Auflösung der Erziehungswissenschaftlichen und der Heilpädagogischen Fakultät in ihrer bisherigen Form sowie die Gründung einer neuen „sechsten“, der Humanwissenschaftlichen, Fakultät. Die Vertreter der didaktischen Fächer, die bisher vor allem an der Erziehungswissenschaftlichen Fakultät tätig waren, wurden im Zuge der Umstrukturierung den ihrem Fach entsprechenden Fakultäten als eigene Fachgruppe für Didaktik zugeordnet (zum Beispiel „Biologie und ihre Didaktik“, „Chemie und ihre Didaktik“ als neue didaktische Fachgruppe an der Math.-Nat.-Fak.), während an der neuen Humanwissenschaftlichen Fakultät vor allem die pädagogischen, heilpädagogischen und psychologischen Fächer verblieben beziehungsweise aus der Philosophischen und der Erziehungswissenschaftlichen Fakultät überführt wurden. Die Neuorganisation der Fakultäten wurde mit der Errichtung der entsprechenden Gremien formal zum 1. Januar 2007 umgesetzt. Im Jahr 2010 wurde das Zentrum für LehrerInnenbildung gegründet, welchem im Zuge der Umstrukturierung der Lehrerbildung in NRW weitreichende Kompetenzen in der Organisation und Koordination der Lehramtsstudiengänge übertragen wurde.

### Besondere Förderung der Forschung
Exzellenzcluster / Exzellenzinitiative von Bund und Ländern
- CECAD Cologne Excellence Cluster for Aging and Aging-Associated Diseases
- CEPLAS Cluster of Excellence on Plant Sciences
- DYNAVERSE Our Dynamic Universe (ab 1. Januar 2026)
- ECONtribute: Märkte & Public Policy
- ML4Q Matter and Light for Quantum Computing
- Adenauer School of Government[23]

Am 5. Juni 2025 haben die Universität zu Köln und die von der Familie Reimann gegründete, gemeinnützige Alfred Landecker Foundation einen Kooperationsvertrag zum Aufbau der Adenauer School of Government (ASG) geschlossen. Ziel der ASG ist es, sich als führendes, überparteiliches Zentrum für Public Policy, Governance und Administrative Sciences zu etablieren, das die relevanten Entwicklungen in der Wirtschaftswissenschaft und weiteren Wissenschaftsfeldern mitgestaltet. Die School wird dauerhaft gefördert; zum Start steht ein Jahresbudget von zehn Millionen Euro zur Verfügung.

#### DFG
- 18 DFG-Sonderforschungsbereiche und 10 Beteiligungen an Sonderforschungsbereichen anderer Hochschulen (Stand Oktober 2024)[24]
  - SFB 1211: Evolution der Erde und des Lebens unter extremer Trockenheit
  - SFB 1218: Regulation der zellulären Funktion durch Mitochondrien
  - SFB 1238: Kontrolle und Dynamik von Quantenmaterialien
  - SFB 1252: Prominenz in der Sprache
  - SFB 1310: Vorhersagbarkeit in der Evolution
  - SFB 1399: Mechanismen der Medikamenten-Empfindlichkeit und -Resistenz beim kleinzelligen Bronchialkarzinom
  - SFB 1403: Zelltod in Immunität, Entzündungen und Erkrankungen
  - SFB 1451: Schlüsselmechanismen normaler und krankheitsbedingt gestörter motorischer Kontrolle
  - SFB 1530: Aufklärung und Targeting pathogener Mechanismen bei B-Zell-Neoplasien
  - SFB 1601: Die kosmische Entwicklung der Lebensräume massereicher Sterne
  - SFB 1607: Immunmodulierende und anti(lymph)angiogene Therapien bei altersbezogenen erblindenden Augenerkrankungen
  - SFB 1678: Systemische Konsequenzen von Fidelitätsänderungen der mRNA- und Proteinbiosynthese
  - SFB TRR 183: Verschränkte Materiezustände
  - Symplektische Strukturen in Geometrie, Algebra und Dynamik
  - SFB TRR 228: Zukunft im ländlichen Afrika: Zukunft-Machen und sozial-ökologische Transformation
  - SFB TRR 341: Ökologische Genetik der Pflanzen
- 6 DFG-Graduiertenkollegs (vgl. Graduiertenprogramme)
  - a.r.t.e.s. Graduate School for the Humanities (Philosophische Fakultät)
  - Department-wide Graduate School (Mathematisch-Naturwissenschaftliche Fakultät)
  - Cologne Graduate School in Management, Economics and Social Sciences (CGS) (Wirtschafts- und Sozialwissenschaftliche Fakultät)
  - Graduate School Managing Diversity & Transition (Humanwissenschaftliche Fakultät)
  - Graduiertenschule der Medizinischen Fakultät
  - Graduiertenschule der Rechtswissenschaftlichen Fakultät

#### EU
- EUniWell
- ERC Grants[25]

#### Zentrale Graduiertenschulen
- a.r.t.e.s. Graduate School for the Humanities
- Graduate School for Biological Sciences
- Cologne Graduate School Chemistry (CGSC)
- Graduate School of Geosciences (GSGS)
- Graduiertenschule Mathematik
- Bonn-Cologne Graduate School of Physics and Astronomy (BCGS)
- Interdisciplinary Program Health Sciences (IPHS)
- Graduiertenschule Human- und Zahnmedizin (GSHZ)
- Interdisciplinary Program Molecular Medicine (IPMM)
- Graduiertenschule der Rechtswissenschaftlichen Fakultät
- Cologne Graduate School in Management, Economics and Social Sciences (CGS)
- Graduiertenschule der Humanwissenschaftlichen Fakultät
- Graduiertenschule für LehrerInnenbildung

#### Kooperation mit Großforschungseinrichtungen
Einige Kölner Professoren sind gleichzeitig Mitglieder in Großforschungseinrichtungen:
- Deutsches Zentrum für Luft- und Raumfahrt (DLR)
- Forschungszentrum Jülich in der Helmholtz-Gemeinschaft
- DZNE – Deutsches Zentrum für Neurodegenerative Erkrankungen (Helmholtz)
- ZB Med – Informationszentrum Lebenswissenschaften
- Leibniz-Institut für Sozialwissenschaften (GESIS)
- Deutsches Institut für Erwachsenenbild (DIE), Leibniz-Zentrum für Lebenslanges Lernen
- Max-Planck-Institut für neurologische Forschung (MPINF)

#### Universitätspreise für herausragende Leistungen
Die Universität verleiht jährlich je einen Preis für Forschung, Studium und Lehre und Verwaltung.

#### Schmittmann-Wahlen-Stipendium
Dieses Stipendium ist ein Promotionsstipendium. Die Vergabe des Stipendiums erfolgt zur Ehrung des Gedächtnisses an den Kölner Universitätsprofessor Benedikt Schmittmann (1872–1939).

#### Gerhard-Michel-Stipendium
2003 wurde durch einen ehemaligen Mitarbeiter im Akademischen Auslandsamt, der für Auslandsstudien zuständig war, ein Universitäts-Stipendienfonds gegründet, der durch Zustiftungen von ehemaligen Auslandsstipendiaten und Freunden der Internationalisierung in die Lage versetzt wurde und wird, jährlich aus den Erträgen Zuschüsse für Studienaufenthalte an Partnerhochschulen, die Gebührenerlass anbieten, zu gewähren.

#### Kölner Universitätsstiftung
Die Stiftung besteht seit 2019 zur Förderung des wissenschaftlichen Nachwuchses, der Forschung und von Wissenschaftsprojekten. Sie bündelt als Dachstiftung das bürgerschaftliche Engagement für die Hochschule, die philanthropisch motivierten Investitionen in die Hochschule und fördert den Wissenstransfer in die Gesellschaft.

#### Drittmittelvolumen
Das Drittmittelvolumen (Drittmitteleinnahmen) lag im Jahr 2025 bei 239,2 Mio. €, wovon 103,9 Mio. € auf die Medizinische Fakultät entfallen.

#### Stiftungsprofessuren
Die Universität hat eine Reihe von Stiftungsprofessuren eingeworben, die zum Teil längerfristig, zum Teil für einige Jahre eingerichtet wurden, und dann in der Regel vom Land weitergetragen werden.
- Bayer-Stiftungsprofessur für Technische Chemie, seit 1986
- Stiftungsprofessur für Tumorimmunologie der Deutschen Krebshilfe, seit 2002
- Stiftungsprofessur für Palliativmedizin, finanziert durch die Deutsche Krebshilfe, seit Oktober 2005
- Alfried Krupp von Bohlen und Halbach-Professur für alte Geschichte, seit 2006 für 7 Jahre
- Stiftungsprofessur für Energiewirtschaft, finanziert von der Energiewirtschaft, April 2007 bis Februar 2012
- Die Albertus-Magnus-Professur wurde 2004 durch Senatsbeschluss eingerichtet. Dazu werden jedes Jahr für ein bis zwei Wochen ein renommierter ausländischer Dozent/tin für öffentliche Vorträge und Seminare eingeladen.
- Stiftungsprofessur zur Förderung der anwaltsorientierten Juristenausbildung, finanziert durch die Hans-Soldan-Stiftung, seit 2014[30]

### Lehre
Die Uni Köln ist eine forschungsorientierte Volluniversität. Mit 337 (Teil-)Studiengängen und 79 Promotionsfächern (im Wintersemester 2022/23) bietet die Universität ein breites Studien- und Forschungsspektrum an. 157 von diesen Studiengängen sind im grundständigen Bereich (inkl. Staatsexamen Medizin und Zahnmedizin und der Ersten Prüfung Rechtswissenschaften) und 181 im konsekutiven Bereich angesiedelt. Die Studienangebote im Lehramt bilden mit gut 45 % einen deutlichen Schwerpunkt. Die größten Studiengänge stellen die Rechtswissenschaften, Humanmedizin und Betriebswirtschaftslehre dar.
Ihr Selbstverständnis in Studium und Lehre hat die Universität zu Köln im Januar 2022 in ihrem Leitbild Studium und Lehre formuliert, das die Grundlage für Weiterentwicklung des Lehrens und Lernens bildet. Basierend auf dem Leitbild Studium und Lehre hat die Universität zu Köln ein Qualitätsmanagementsystem konzipiert, das alle Statusgruppen einbezieht und von ihnen gestaltet wird. Für ihr QM-System strebt die Universität zu Köln derzeit die Systemakkreditierung an. Das Prorektorat Studium und Lehre wird von Beatrix Busse geleitet.

### Studierendenvertretung
Die Studierenden der Universität werden durch studentische Mitglieder in den verschiedenen universitären Gremien wie bspw. dem Senat vertreten. Diese Mitglieder werden in jährlich stattfindenden Wahlen direkt gewählt oder durch direkt gewählte Mitglieder aus übergeordneten Gremien vorgeschlagen/benannt. Durch die rechtlichen Vorgaben des §11 Abs. 2 HG NRW stellen die Studierenden in den meisten Gremien jedoch keine eigene Mehrheit und können von den Mitgliedern der Professorenschaft und anderen Statusgruppen überstimmt werden.
Im Gegensatz dazu bildet die verfasste Studierendenschaft als eigene Gliedkörperschaft der Universität eine rein studentische Interessenvertretung. Zentrale Organe sind das Studierendenparlament mit seinen 51 gewählten Mitgliedern und der von ihm ernannte allgemeine Studierendenausschuss (AStA) als ausführendes Organ. Wichtigste Aufgaben der verfassten Studierendenschaft sind u. a. die Vertretung von Studierendeninteressen gegenüber der Universität und der Gesellschaft, die Mitwirkung am hochschulpolitischen Diskurs, sowie die Förderung von Kultur, Sport und politischer Bildung. Zur Wahrnehmung dieser Aufgaben erhebt die Studierendenschaft von den Studierenden einen Beitrag, der zusammen mit dem Beitrag für das Kölner Studierendenwerk als Semesterbeitrag eingezogen wird. Im Wintersemester 2023/24 betrug dieser 320,05 €, wovon 31 % auf das Studierendenwerk und 63 % auf das Semesterticket entfielen, das der AStA mit den Kölner Verkehrs-Betrieben (KVB) aushandelt. Die restlichen 6 % verteilte die Studierendenschaft auf eigene Projekte und Gehälter der Angestellten sowie auf den Hochschulsport Köln. Wichtige Angebote des AStAs umfassen Beratungs- und Beschwerdestellen, eine Fahrradwerkstatt, einen Werkzeugverleih, den Campusgarten sowie zahllose kulturelle und informative Veranstaltungen wie Vorträge, Museumsführungen, die langen Lernnächte und das „festival contre le racisme“.
Neben der allgemeinen Interessenvertretung besitzt die Studierendenschaft außerdem einige autonome Referate wie das autonome Elternreferat oder das autonome Ausländerreferat, welche besondere Statusgruppen innerhalb der Studierendenschaft vertreten sollen.
Auf der Ebene der Fakultäten kümmern sich die Fachschaften um die Belange ihrer jeweiligen Studierenden. Je nach Fakultät gibt es dabei eine gemeinsame Fachschaft für alle Studierenden der Fakultät oder ein zweistufiges System aus einer Fachbereichs- und einer Fakultätsvertretung. Neben fachspezifischen Beratungen und der Vertretung gegenüber Dozierenden ist die Betreuung von Erstsemester-Studierenden eine der Hauptaufgaben der Fachschaften.

### Internationalisierung
Für die internationalen Beziehungen der Hochschule (Betreuung ausländischer Studierender und Gastwissenschaftler, Studienmöglichkeiten und Forschungsaufenthalte im Ausland, Hochschulpartnerschaften, internationales Marketing) sind auf universitärer Ebene das Akademische Auslandsamt (jetzt International Office) und auf Ebene der Fakultäten die Zentren für internationale Beziehungen zuständig (zentral-dezentrales Organisationskonzept).
Seit Anfang 2007 (offizielle Einweihung im Mai 2007) betreibt die Universität in Peking ein Büro. Das Büro ist beim DAAD im German Center angesiedelt und repräsentiert das Hochschulkonsortium China-NRW (www.china-nrw.de). Die Universität zu Köln hat vom Land NRW die Aufgabe der Koordination der akademischen Kontakte nach China übernommen. Das Büro soll es den Mitgliedern des Konsortiums erleichtern, in China Aktivitäten zu entfalten und Unterstützung vor Ort liefern. Die Universität zu Köln leitet dieses Konsortium. Weitere Verbindungsbüros unterhält die Universität in New York City und in New Delhi. Darüber hinaus unterstützt die Universität internationale Hochschulkooperation mehrerer deutscher Hochschulnetzwerke, indem sie für diese Netzwerke Koordinationsbüros in Kairo und in Accra betreibt.

#### Anzahl und Anteil ausländischer Studierender (inklusiv Bildungsinländer)
Die Anzahl der ausländischen Studierenden lag im Wintersemester 2023/24 bei 5074. Dies entspricht einem Anteil von etwa 11 % an der Gesamtzahl der Studierenden.

#### Hochschulpartnerschaften und Netzwerke
Die Universität unterhält über 40 offizielle Hochschulpartnerschaften. Neben den offiziellen Hochschulpartnerschaften bestehen auf Ebene der einzelnen Fakultäten und Fachbereiche bald 300 Kooperationen und Austauschbeziehungen mit renommierten Universitäten auf der ganzen Welt.
Umfangreiche Fördermöglichkeiten bestehen jeweils durch das Erasmus-Programm der EU, den DAAD oder Gebührenerlass der Partnerhochschulen (vollständige Liste der Partnerhochschulen im Internetangebot der Universität). Im Jahr 2005 hat die Universität zu Köln die zentrale Vermittlung und Koordination der Beziehungen der nordrhein-westfälischen Hochschulen zu China übernommen.

#### Auszeichnung für die Betreuung ausländischer Studierender
Die Universität wurde 2004 für ihr nach dem Vorbild des Zentrums für Internationale Beziehungen an der Wirtschafts- und Sozialwissenschaftlichen Fakultät an der Universität etabliertes zentral-dezentrales Organisationskonzept mit dem Preis des Auswärtigen Amtes für besondere Verdienste um die Betreuung ausländischer Studierender ausgezeichnet.

#### Humboldt-Forschungspreis/AvH-Gastwissenschaftler
Im Jahr 2004 wählten zehn der mit dem Humboldt-Forschungspreis der Alexander von Humboldt-Stiftung ausgezeichneten „etablierten“ ausländischen Wissenschaftler die Universität zu Köln für ihr Forschungsjahr. Von den „jüngeren“ ausländischen Humboldt-Forschungsstipendiaten waren dies 32.

### Haushalt und Finanzen
Die Gesamtfinanzierung der Universität zu Köln (einschließlich der Medizinischen Fakultät) umfasste im Jahr 2023 920,0 Mio. € (davon 263,7 Mio. € Med. Fakultät). Diese setzten sich zusammen aus 426,8 Mio. € Landesmittel, 239,2 Mio. € Drittmittel, 120,5 Mio. € Sondermittel, wie QVM oder HSP sowie 53,5 Mio. € sonstige Erträge.

### Gleichstellung
Für ihre Gleichstellungs- und Diversitätsstrategie wurde die Uni Köln 2004, 2007, 2014, 2018 und 2022 mit dem Total-E-Quality-Prädikat ausgezeichnet. Mit dem Prädikat werden sowohl Unternehmen aus der Wirtschaft als auch Hochschulen und Forschungseinrichtungen ausgezeichnet, die mit personal- und institutionspolitischen Maßnahmen erfolgreich die Durchsetzung von Chancengleichheit in ihren Einrichtungen umsetzen. Darüber hinaus hält die Uni die Zertifikate „Familienfreundliche Hochschule“ und „Vielfalt gestalten“ des Stifterverbands, bekam das Gütesiegel für faire und transparente Berufungsverfahren 2021 des Deutschen Hochschulverbands und wurde als „LGBTIQ+ Diversity Champion 2021“ ausgezeichnet.

### Nachhaltigkeit
Die Universität zu Köln hat im Juni 2023 ihre universitätsweite Nachhaltigkeitsstrategie beschlossen. Darin verankert sie ein Engagement für Nachhaltigkeit in den Feldern Forschung, Lehre & Studium, Engagement & Transfer sowie in Organisation & Betrieb. Das seit Oktober 2023 existierende Prorektorat für Nachhaltigkeit wird von Kirk W. Junker geleitet. Die Universität ist Mitglied bei DG Hochn (Deutsche Gesellschaft für Nachhaltigkeit an Hochschulen e.V.) und bei Humboldtn, den Nachhaltigkeitsinitiative der Universitäten in Nordrhein-Westfalen. Zudem ist sie seit 2018 als Fairtrade-University ausgezeichnet.

### Rankings
Die Kölner Universität beteiligt sich regelmäßig an den wichtigsten internationalen und nationalen Rankings. So liegt sie beispielsweise im World University Ranking des britischen Times Higher Education aktuell international auf Rang 157 und gehört damit zu den Top 9 % der teilnehmenden Hochschulen weltweit. Auch am QS World University Ranking erzielt die Universität zu Köln seit vielen Jahren durchgängig gute Erfolge (Top 24 % weltweit). In weiteren renommierten internationalen Rankings wie dem Academic Ranking of World Universities (ARWU), dem Performance Ranking of Scientific Papers for World Universities (NTU) oder dem CWTS Leiden Ranking wird die Universität zu Köln gerankt und erzielt nahezu ausschließlich Platzierungen in den Top 20 % weltweit.
Die Kölner Universität kann auch in nationalen Rankings regelmäßig Erfolge vorweisen. So liegt sie im DFG-Förderatlas, der die Hochschulen mit den höchsten DFG-Bewilligungen aufzeigt auf Platz 12. Darüber hinaus zeigt sich im Ranking der Alexander von Humboldt-Stiftung, dass die Universität zu Köln beliebter Forschungsaufenthalt internationaler Wissenschaftler und Wissenschaftlerinnen ist, die mit einem Stipendium oder Preisen der AvH-Stiftung gewürdigt wurden.

## Nobelpreisträger
An der Universität waren oder sind folgende Nobelpreisträger tätig:
- Kurt Alder – Nobelpreis für Chemie, 1950
- Max Delbrück – Nobelpreis für Medizin, 1969
- Heinrich Böll (Student) – Nobelpreis für Literatur, 1972
- Peter Grünberg – Nobelpreis für Physik, 2007, arbeitete von 1992 bis 2004 an der Universität und am Forschungszentrum Jülich
- Benjamin List – Nobelpreis für Chemie, 2021, seit 2004 Honorarprofessor an der Universität

## Weitere Ehrungen und Auszeichnungen für Forscher

### Gottfried-Wilhelm-Leibniz-Preis
Den Gottfried-Wilhelm-Leibniz-Preis erhielten:
- Achim Rosch (2013), Theoretische Physik
- Martin R. Zirnbauer (2009), Theoretische Physik
- Jens Claus Brüning (2007), Institut für Genetik
- Thomas Mussweiler (2006), Sozialpsychologie
- Axel Ockenfels (2005), Wirtschaftswissenschaft
- Martin Krönke (2001), Immunologie, Medizin und Cluster of Excellence CECAD
- Andreas Kablitz (1997), Romanistik
- Ulf-Ingo Flügge (1996), Biochemie der Pflanzen
- Thomas Schweizer (1995) †, Völkerkunde
- Peter Schneider (1992)

### Sofja Kovalevskaja-Preis
Der Sofja Kovalevskaja-Preis ist überreicht worden an:
- Mirka Uhlirova, Tschechien, Institut für Genetik und Cluster of Excellence CECAD (bei Professorin Maria Leptin) (2008)
- Mark Depauw (2004)
- Manuel Koch (2002)
- Joachim Schultze (2002)

### Ernst Jung-Preis
Träger des Ernst Jung-Preises für Medizin:
- Jens Claus Brüning (2009), Institut für Genetik
- Thomas Benzing (2008), Direktor der Klinik IV für Innere Medizin: Nephrologie und Allgemeine Innere Medizin
- Wilhelm Stoffel (1990), Institut für Biochemie

### Max-Planck-Medaille
Die Max-Planck-Medaille erhielt
- Martin R. Zirnbauer (2012), Theoretische Physik

### Meyer-Struckmann-Preis für geistes- und sozialwissenschaftliche Forschung
Den Meyer-Struckmann-Preis erhielt
- Norbert Finzsch (2017), Nordamerikastudien

## Persönlichkeiten
Die Universität ernennt seit 1925 Persönlichkeiten, die sich um sie oder um die Forschung besonders verdient gemacht haben, zu Ehrenbürgern, so auch Theo Burauen und Karl Carstens. Seit 1933 wird auch der Ehrentitel Ehrensenator verliehen. Er wurde bisher an 44 Persönlichkeiten vergeben, die sich um die Universität zu Köln verdient gemacht haben, wie zum Beispiel Fritz Schramma und Heinrich Brüning. Einzelne Ehrensenatoren und Ehrenbürger sowie Hochschullehrer und Absolventen sind in folgender Liste aufgeführt:

## Gründer
- Mittelalterliche Universität (Universitas Studii Coloniensis (1388–1798)): Rat der Reichsstadt Köln mit Genehmigung durch Papst Urban VI.[44]
- Moderne Universität (1919): Preußisches Staatsministerium auf Initiative von Konrad Adenauer und Professoren der Kölner städtischen Hochschulen.

## Kunstwerke

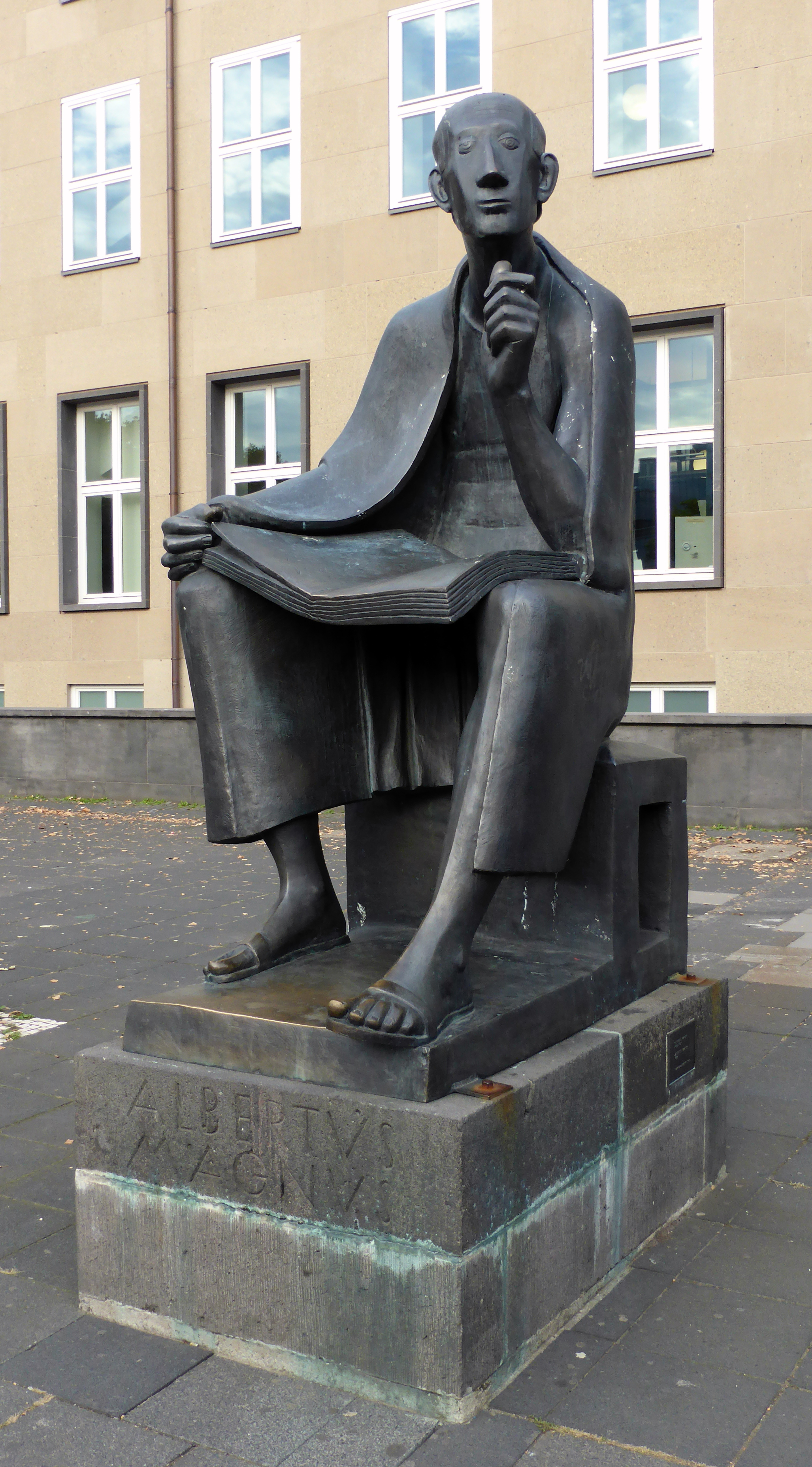
Albertus-Magnus-Denkmal vor dem Hauptgebäude (2015)

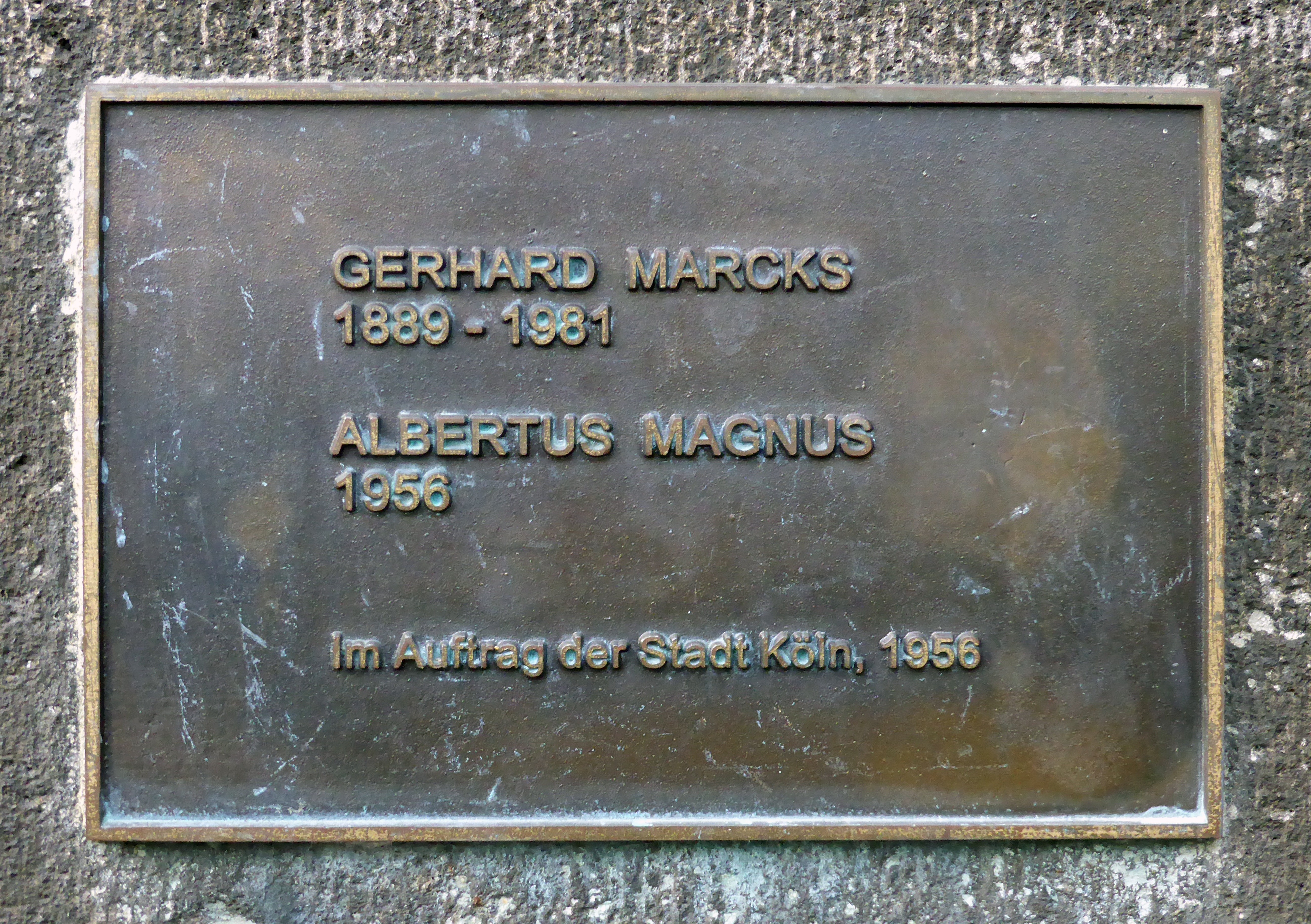
Bronzeplakette an der Albertus-Magnus-Skulptur (1956)

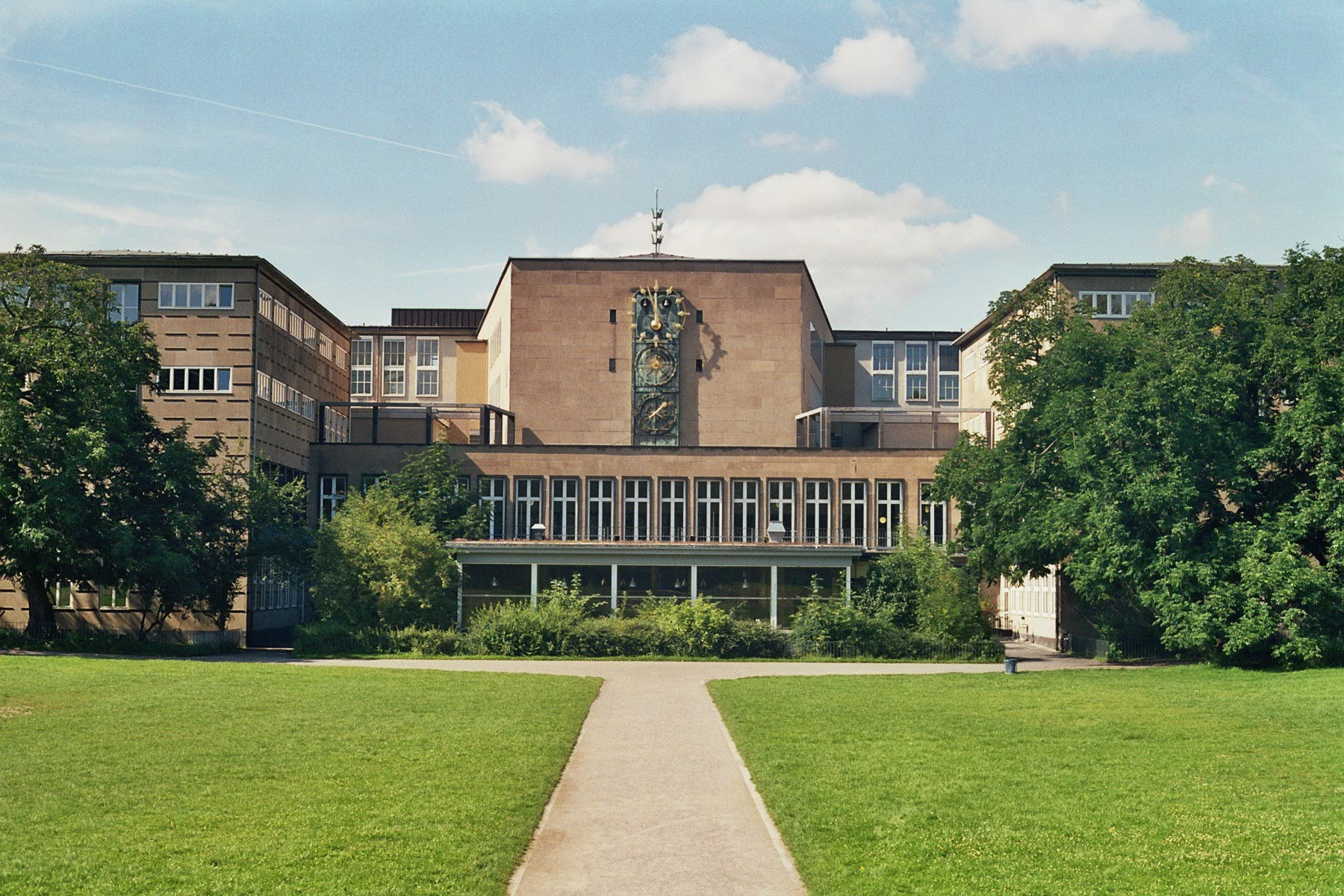
Astronomische Uhr (2005)

- Astronomische Uhr an der Parkseite des Hauptgebäudes. Sie hat drei Anzeigen: Auf der oberen werden Stunden und Minuten angezeigt sowie die aktuelle Mondphase. Zwei Glocken schlagen die Zeit an. Auf der Mittleren werden die Umlaufbahnen der sechs Planeten um die Sonne angezeigt. Die untere Scheibe zeigt den Lauf der Sonne durch die Zeichen des Tierkreises an sowie mit den inneren Zeigern den Sonnenauf- und Untergang. Das Werk stammt von der Turmuhrenfabrik J. Neher in München, die es 1932 fertigte.[45] Die Firma wurde 1978 von der Turmuhrenfabrik Philipp Hörz übernommen.
- Plastik Albertus Magnus von Gerhard Marcks aus dem Jahre 1956, zu finden auf dem Albertus-Magnus-Platz vor dem Haupteingang. 1965 erfolgte ein Zweitguss für die Universität Uniandes in Bogotá-Kolumbien, ein 3. Abguss 1970 für die University of Texas in Houston, Texas, und schließlich auf Veranlassung von Tochter Brigitte Marcks-Geck – alle aus der Werkstatt der Kunstgießerei Schmäke, Düsseldorf – 1996 ein Abguss für die Friedrich-Schiller-Universität Jena, da Marcks lange Jahre enge Beziehungen zu Thüringen hatte.
- Skulptur Herakles tötet die stymphalischen Vögel von Émile-Antoine Bourdelle (1908/09), zu finden im mittleren Innenhof der WiSo-Fakultät.
- Integrale Gestaltungsplanung des Kölner Universitätsgeländes von Jürgen Hans Grümmer. Der Kölner Maler und Bildhauer Jürgen Hans Grümmer konzipierte und realisierte in Zusammenarbeit mit dem Stuttgarter Architekturbüro Rolf Gutbrod und dem Gartenarchitekten Gottfried Kühn ab Anfang der 1960er Jahre die Kunst am Bau auf dem Kölner Universitätsgelände zwischen Hauptgebäude mit dem erweiterten Albertus-Magnus-Platz (durch die Deckelung der Universitätsstraße), den Hängenden Garten neben der tiefergelegten Universitätsstraße, dem Hörsaalgebäude und der Universitätsbibliothek. Wesentlicher Bestandteil des künstlerischen Konzeptes Grümmers war die Verschmelzung der Innen- und Außengestaltung zu einem Gesamtkunstwerk. Dazu gehört die Bodengestaltung mit Bodenmosaiken, die sich vom Eingang des Hauptgebäudes über den Albertus-Magnus-Platz bis in den Eingangsbereich des Hörsaalgebäudes erstrecken, die ornamentale Bodengestaltung, die Möblierung mit unterschiedlichen Sitzgelegenheiten und die Wasserflächen, die vom Hintereingang des Hörsaalgebäudes bis zur Universitätsbibliothek die Außengestaltung als Teil des Gesamtwerkes fortführen und ebenfalls sowohl mit der Innengestaltung von Hörsaalgebäude und Universitätsbibliothek als auch mit der äußeren Fassadengestaltung von Hörsaalgebäude und Bibliothek korrespondieren. In einer zweiten Planungs- und Bauphase wurde das Philosophikum nach Plänen des Staatshochbauamtes von 1971 bis 1973 errichtet und der Künstler Grümmer nach einem beschränkten künstlerischen Wettbewerb damit beauftragt, die davor liegende Außenfläche in die im ersten Bauabschnitt realisierte Gesamtkonzeption zu integrieren. Hier kamen terrassierte Gestaltungen mit Sitzgruppen, Grünflächen sowie Trinkbrunnen hinzu. Damit entstand ein künstlerisch gestaltetes durchgängiges Design für Freiflächen und Universitätsräume. Das nach seiner Fertigstellung in Fachkreisen als beispielhaft hochgelobte Gesamtkunstwerk befindet sich seit Jahren insbesondere im Außengelände in einem verwahrlosten Zustand. Nachdem eine Wertschätzung für die brutalistischen Bauten bereits früher auch seitens der Universität zu erkennen war, nahm die Diskussion um den denkmalrechtlichen Wert des Gesamtensembles – inklusive der Außenanlagen – mehr Zeit in Anspruch, da für das Gelände seitens der Universität auch andere Nutzungsoptionen zur Debatte standen. Schließlich wurde das Gesamtensemble aus Universitäts- und Stadtbibliothek (Geb.-Nr. 107), Hörsaalgebäude (Geb.-Nr. 105) und Grünanlage jedoch im Jahr 2020 unter der Nummer 8799 in die Kölner Denkmalliste aufgenommen.[46][47]
- Stele von Ulrich Rückriem, 2004, zu finden auf dem westlichen Teil des Albertus-Magnus-Platzes, vor dem Philosophikum.
- Porträt Max Scheler von Otto Dix, 1926
- Backstein-Relief Hermes in der Fassade des von Wilhelm Riphahn geplanten und gebauten Gebäudes der WiSo-Fakultät, 1959

## Museen und Sammlungen
- GeoMuseum: Einziges naturkundliches Museum in Köln. Minerale, Edelsteine, Meteoriten, Fossilien etc. Zülpicher Str. 49 b.
- Theaterwissenschaftliche Sammlung in Schloss Wahn: Bilder und Texte zum europäischen Theater vom 16. Jahrhundert an, unter anderem der Nachlass von Karl Valentin. Besichtigung der archivierten Materialien nur nach (begründeter) Voranmeldung. Burgstr. 2, Köln-Porz/Wahn.
- Max-Bruch-Archiv des Musikwissenschaftlichen Instituts: Autographe und Schriften von und über Max Bruch.
- Musikinstrumentensammlung des Musikwissenschaftlichen Instituts: Über 80 Exponate aus Europa und Übersee.
- Ägyptische Sammlung: Papyri, Ostraka (Schriftscherben) und Pergamente, Keramiken und Kleinplastiken. Meister-Ekkehart-Str. 7, Institut für Ägyptologie.
- Prähistorische Sammlung (Studiensammlung): Artefakte aus sämtlichen Perioden der Ur- und Frühgeschichte auch von ausländischen Fundstätten, vom Faustkeil des Neandertalers bis zum Bronzeschwert und zu Eisenwaffen des frühen Mittelalters. Weyertal 125, Institut für Ur- und Frühgeschichte.
- Papyrussammlung des Instituts für Altertumskunde: eine der weltweit größten Sammlungen. Uni-Hauptgebäude.
- Barbarastollen: Unter der Aula, Hauptgebäude, wurde als Teil eines Museums für Handel und Industrie 1932 ein Bergwerksstollen aufgebaut.

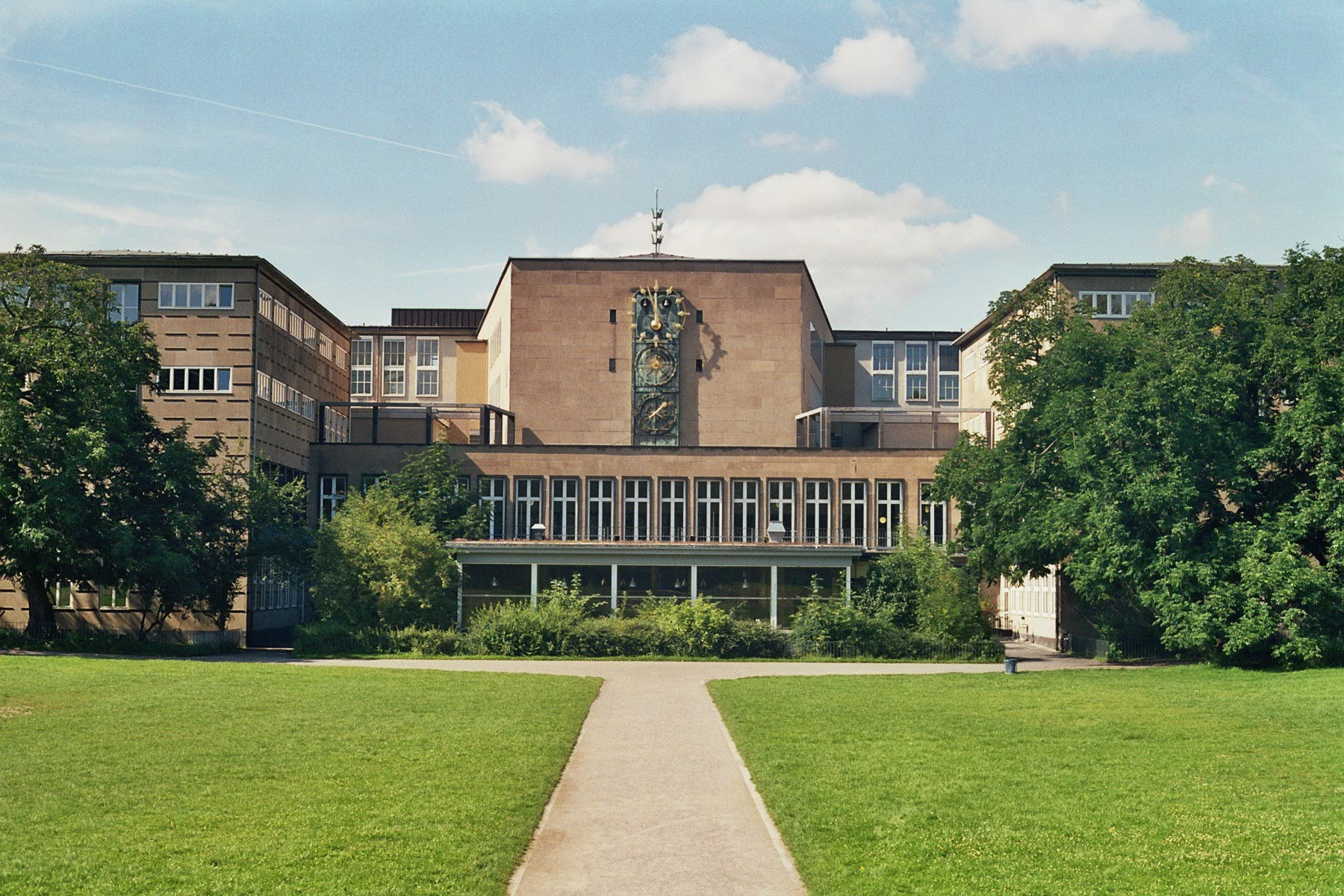
Hauptgebäude (Ostansicht)
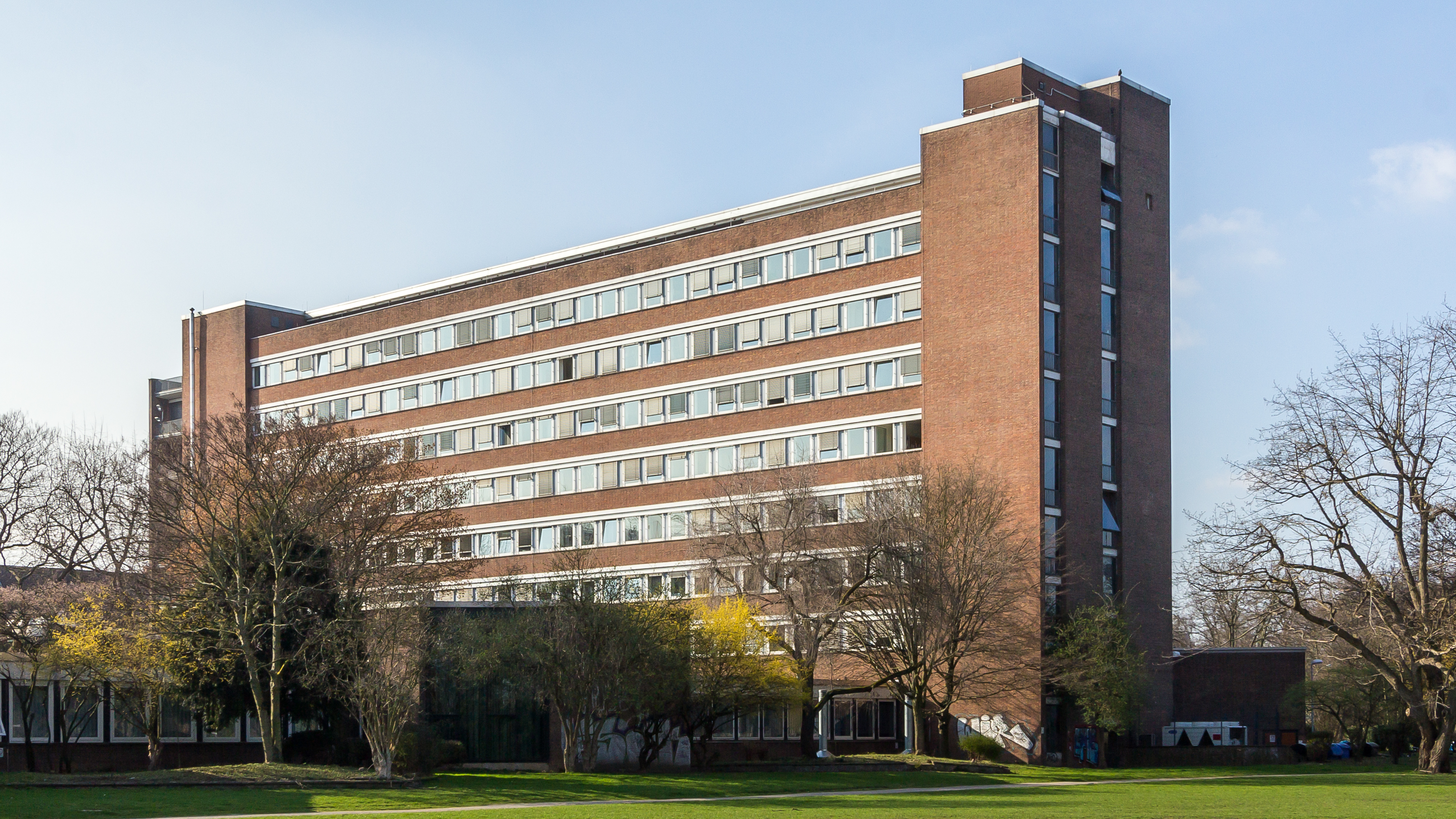
Gebäude der WiSo-Fakultät von Wilhelm Riphahn
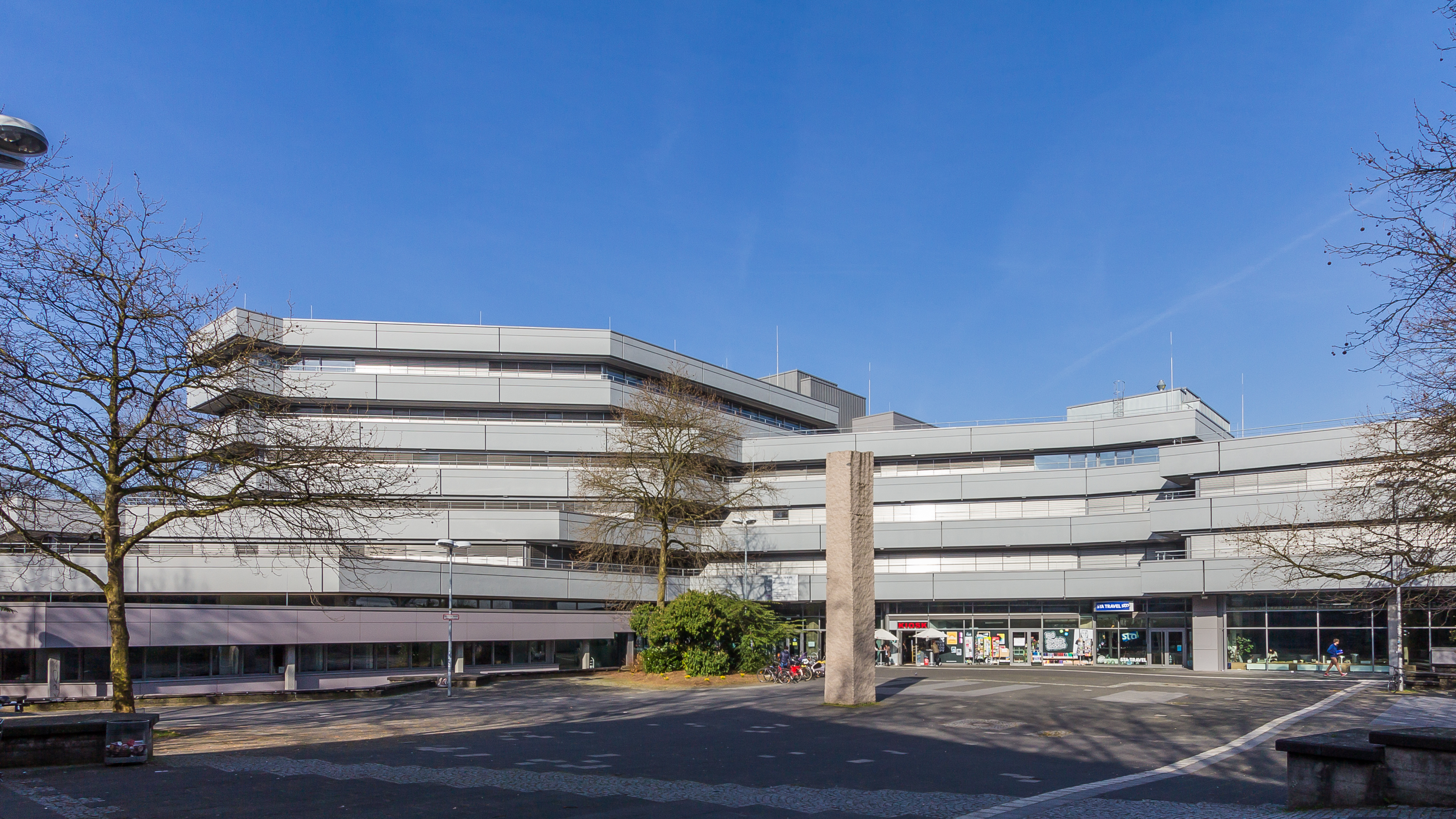
Gebäude der philosophischen Fakultät
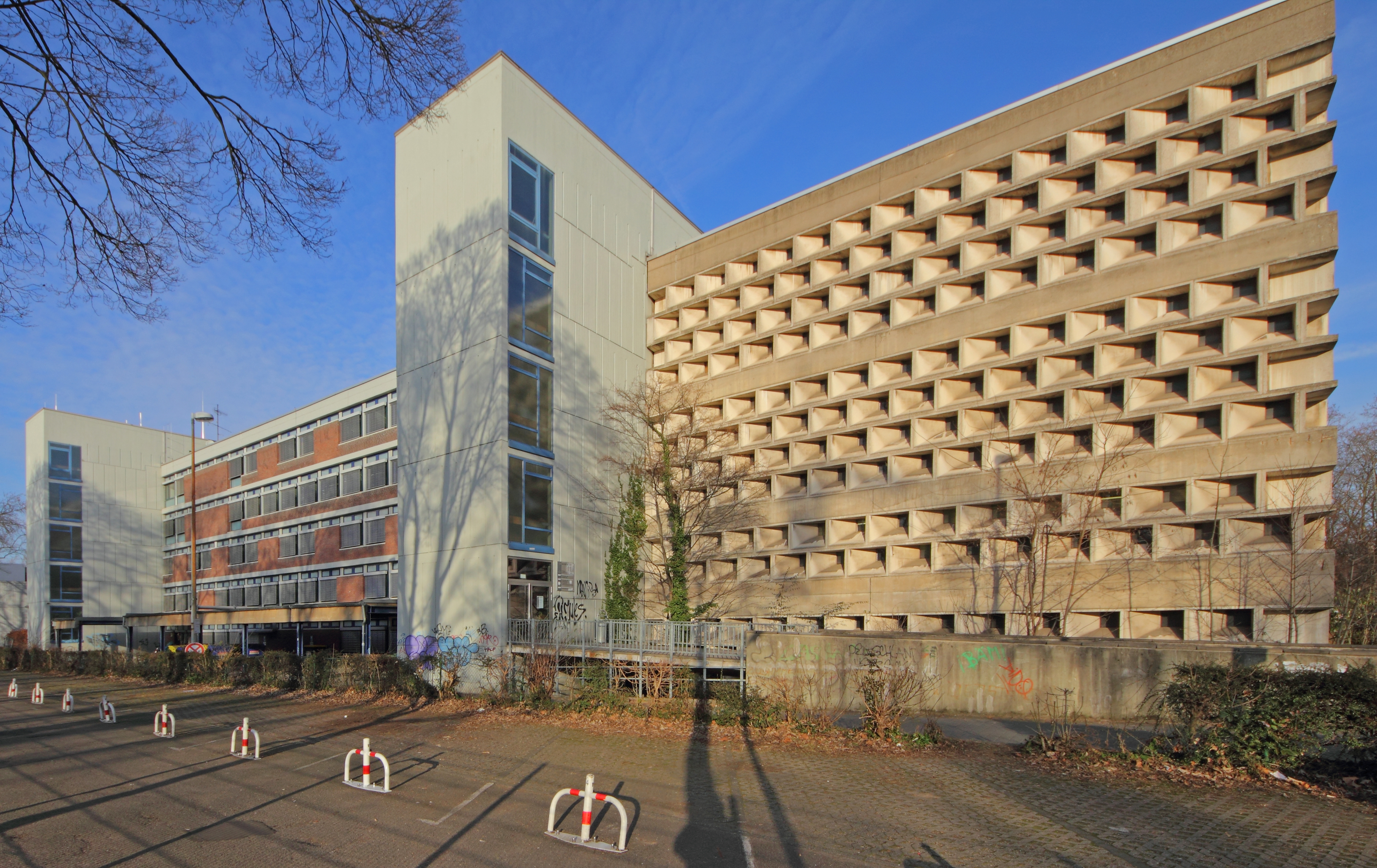
Das Gebäude der Universitäts- und Stadtbibliothek Köln
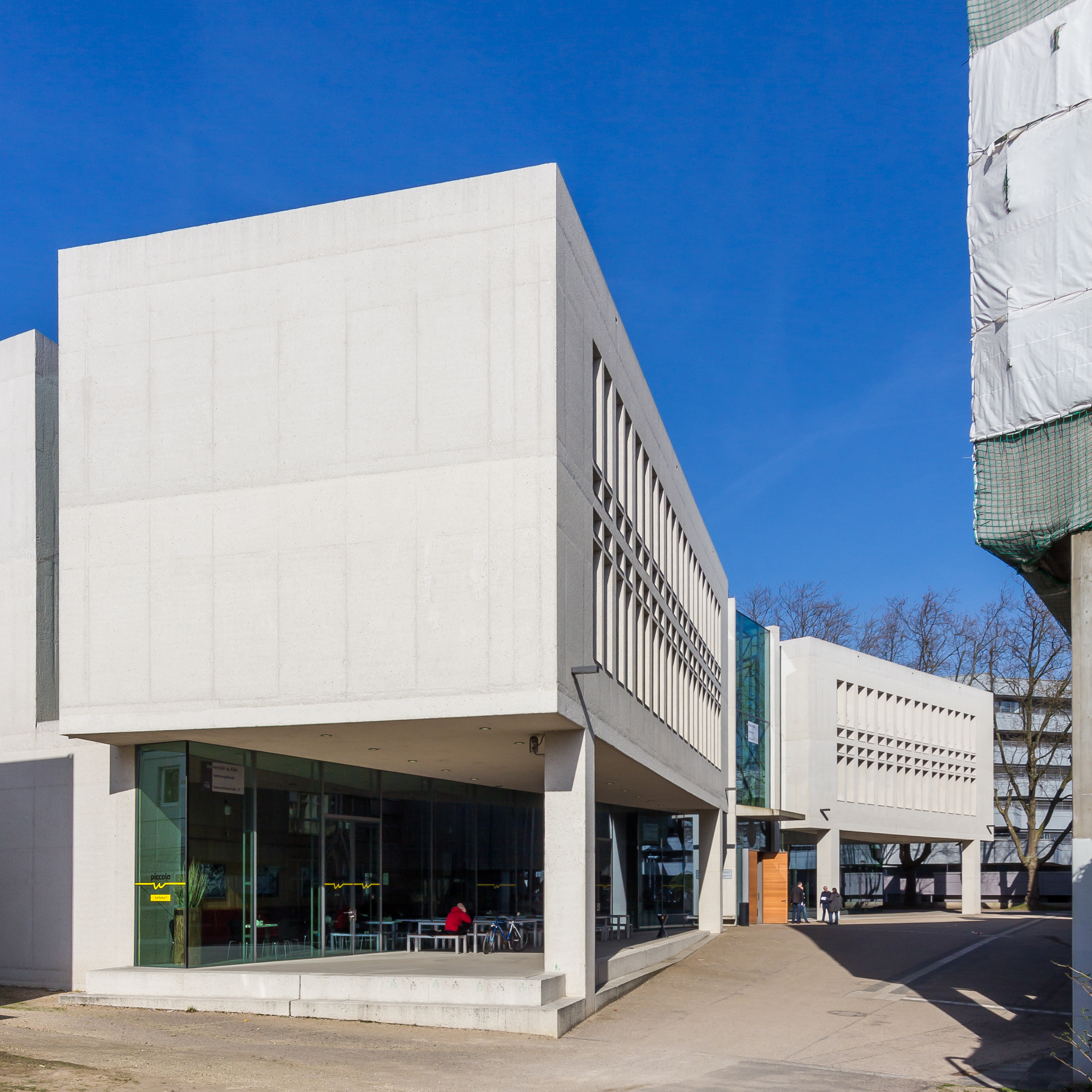
Das Seminargebäude (erbaut 2009) von Paul Böhm
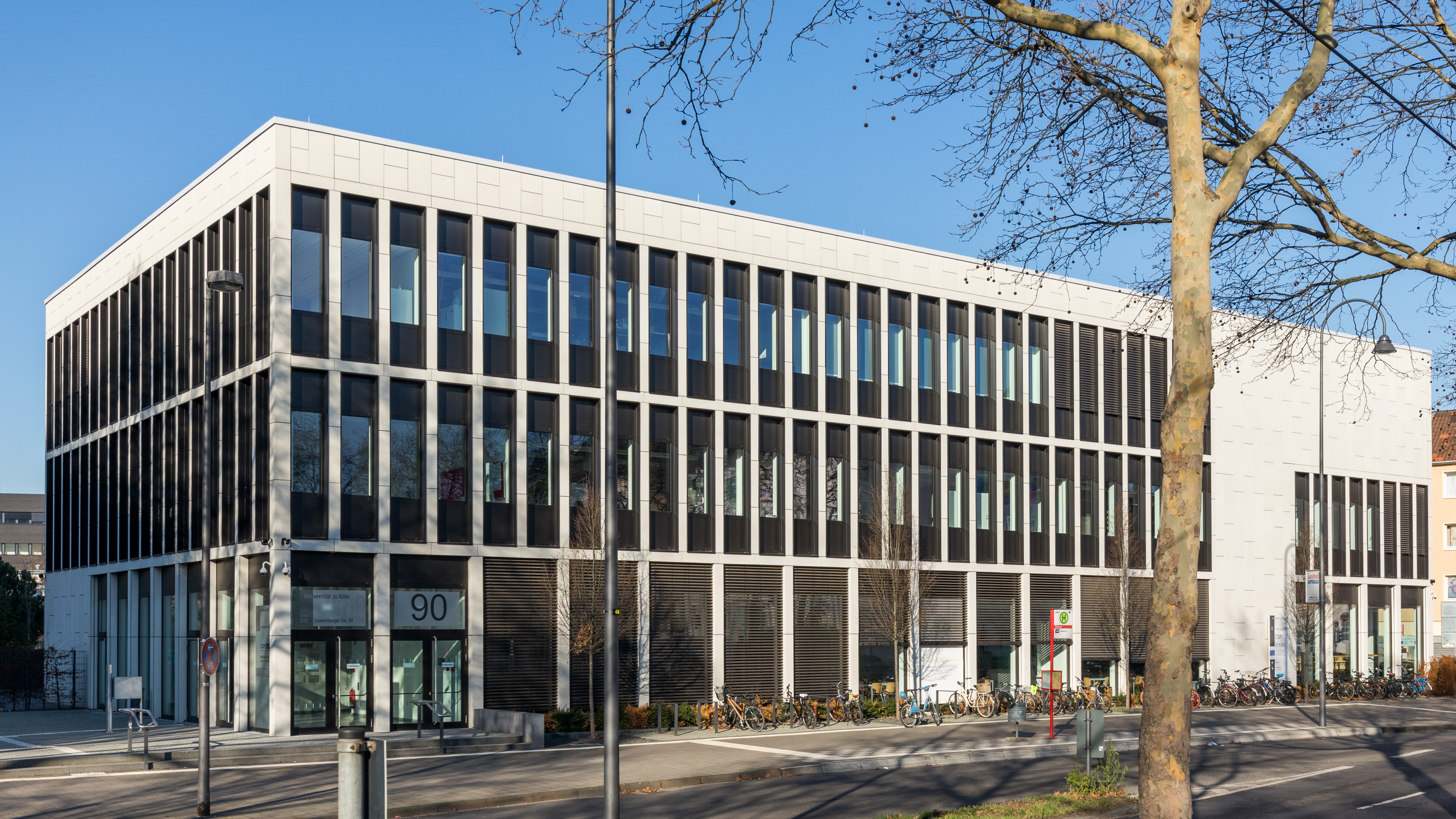
Gebäude des Zentrums für organische Elektronik (COPT)
Sondermarke der Post